# Бегенчев, Курбандурды Карьягдыевич
Курбандурды Карьягдыевич Бегенчев (туркм. Gurbandurdy Begenjow; род. 1956, Байрамали, Марыйская область) — туркменский государственный и военный деятель. Воинское звание — генерал-майор.

## Биография
В 1978 году окончил Туркменский сельскохозяйственный институт.
Трудовую деятельность начал в 1978 году преподавателем Байрамалийского ветеринарного техникума. Далее работал вторым, первым секретарём Байрамалийского городского комитета комсомола, заведующим отделом рабочей и сельской молодёжи ЦК ЛКСМТ. Позднее занимал должности заместителя Председателя КНБ, начальника Управления военной контрразведки Туркменистана.
26.06.2001 — 14.03.2002 — министр обороны Туркменистана, ректор Военного института Министерства обороны Туркменистана.
В ноябре 2001 года по приказу президента Сапармурата Ниязова был направлен в воинскую часть с проживанием в казарме сроком на 2 месяца с целью «лучше узнать положение дел и накопить опыт работы».
14 марта 2002 года уволен, лишён всех наград и званий, арестован и приговорен к 10 годам поселения и принудительных работ в сельской местности за серьёзные недостатки и упущения в работе, использование служебного положения в корыстных целях.
Освобождён после отбытия наказания. Проживает в Туркменистане.